# Urdès

Urdès este o comună situată în partea de sud-vest a Franței, în regiunea Aquitania-Limousin-Poitou-Charentes, pe râul Géüle. În 2007 a avut o populație de 266 locuitori. Toponimul Urdès apare menționat pentru prima oară în 1220 (titluri ale ordinului de Malta) și apare sub formele Urdess (1286, titlu de Béarn) și Urdeix  (1376, titlu militar de Béarn).